# Marcel Bianchi
Marcel Bianchi (* 1911 in Marseille; † 1998) war ein französischer Jazzgitarrist, der auch als Unterhaltungsmusiker hervortrat.

## Leben und Wirken
Bianchi, der aus einer korsischen Familie stammt, begann bereits mit sieben Jahren mit dem Spiel der Mandoline. Mit zwölf Jahren wechselte er zur Gitarre. Er wurde professioneller Musiker und spielte zunächst in den Hafenbars von Marseille, wo er sich einen Namen als La Mascotte machte. Mitte der 1930er Jahre wurde er durch Django Reinhardt stilistisch beeinflusst und zog 1937 nach Paris. Nachdem Charles Delaunay bei einem Wettbewerb auf ihn aufmerksam wurde, wurde er auf Vorschlag von Louis Vola Rhythmusgitarrist im Quintette du Hot Club de France; er nahm mit ihm dreimal im April 1937 auf. 1938 trat er auf der Grande Nuit du Jazz des Hot Club de France im Duo mit Noël Chiboust auf.
Nach Beginn des Zweiten Weltkriegs mit der Besetzung Frankreichs arbeitete er zunächst in Vichy-Frankreich, um dann in die Schweiz zu gehen, wo er für Radio Genf mehrere Aufnahmen auf der Hawaii-Gitarre einspielte. Dann war er Mitglied des Orchesters von Jerry Thomas. Ab 1944 spielte er im Orchester von Fred Böhler, mit dem er auch aufnahm. Er nahm außerdem mit Albert Urfer und zwischen 1942 und 1945 mit Jerry Thomas auf. 1945 wechselte er auf die elektrische Gitarre. In den nächsten Jahren spielte er in Frankreich Tanzmusik mit Musikern wie Tony Ovio, Jo Reasco, Marcel Pomes, Tony Cossu oder Pierre Chaub. Ab 1950 nahm er wieder für unterschiedliche französische Label auf, darunter zu Beginn der 1950er Jahre zahlreiche Gitarren-Boogies. Auch begleitete er Sänger wie Bourvil, Tino Rossi, Luis Mariano und (mit Michel Legrand) auch Bing Crosby. 1952 schrieb er einen Song für Willy Roziers Spielfilm Manina, la fille sans voiles. Als Mitglied des Orchesters von Franck Pourcel spielte er 1956 Johnny Guitare ein. Auf Vogue legte er in den 1950er Jahren auch eine Schallplatte mit lateinamerikanischer Musik vor, Voyage en Amérique du Sud. In den 1960er Jahren spielte er auf Kreuzfahrten, um dann 1968/69 zum Orchester von Aimé Barelli zu gehören. Später begleitete er mit seinem Orchester die Sängerin Denise Varène, seine Lebenspartnerin seit 1952 und Ehefrau seit 1957.

## Diskographische Hinweise
- The Swingin’ Guitar of Marcel Bianchi, Swing Sessions 1937–1953 (Djaz)
- The Exciting Electric Guitar of Marcel Bianchi 1945–1954 (Djaz)